# Rådet för brottsförebyggande
Rådet för brottsförebyggande, ett rådgivande organ i Finland som planerar brottsförebyggande åtgärder. Rådet är knutet till justitieministeriet och har sin verksamhets största tyngdpunkt vid förverkligandet av det nationella brottsförebyggande programmet, godkänt av statsrådet 1999.
Motsvarande organ i Sverige heter Brottsförebyggande rådet.

## Externa webbplatser
- Rådet för brottsförebyggande